# گورووو
گورووو (به لاتین: Gurowo) یک روستا در لهستان است که در گمینا نگخانووو واقع شده‌است.